# IC 5320
IC 5320 је лентикуларна галаксија у сазвјежђу Тукан која се налази на листи објеката дубоког неба у Индекс каталогу.
Деклинација објекта је - 67° 45' 36" а ректасцензија 23h 28m 21,8s. Привидна величина (магнитуда) објекта IC 5320 износи 14,2 а фотографска магнитуда 15,2. IC 5320 је још познат и под ознакама ESO 77-21, AM 2325-680, PGC 71530.